# Wassmer WA-40
Wassmer WA-40 ist eine Serie von Kleinflugzeugen des französischen Herstellers Wassmer Aviation in Issoire. Es handelt sich dabei um vier- bis fünfsitzige Tiefdecker identischer Grundkonstruktion mit unterschiedlichen Motorisierungen und Ausstattungen.

## Geschichte
Nachdem Wassmer ab 1955 zunächst Flugzeuge des Typs Jodel D112 in Lizenz gebaut hatte, begann das Unternehmen in den 1950er Jahren mit der Entwicklung einer eigenen Konstruktion. Die WA-40 Super IV hatte ihren Jungfernflug 1959. Sie wurde in drei Varianten, dem Grundmodell Directeur, der Luxusausführung Commandant du Bord und der IFR-tauglichen President, gebaut. Ab 1965 bot Wassmer das Modell WA-41 Baladou an. Die WA 4/21 Prestige schloss die Serie schließlich ab. Das Unternehmen produzierte Modelle der Serie bis 1977.

## Konstruktion
Die WA-40 Serie ist ein vier- bzw. fünfsitziger, einmotoriger Tiefdecker mit Kolbentriebwerk und einziehbarem Bugradfahrwerk. Der Rumpf ist eine Stahlrohrkonstruktion. Die Tragflächen, das Leitwerk und die Steuerflächen bestehen aus einer Holzkonstruktion mit Sperrholzbeplankung und einer Stoffbespannung. Als Einstieg dient die nach hinten verschiebbare Kabinenhaube. Die WA-41 Baladou wurde mit einem starren Fahrwerk gebaut.

## Technische Daten

Dreiseitenansicht WA-41 Baladou

|                                                   | WA-40 Super IV          | WA-41 Baladou           | WA-4/21 Prestige     |
| ------------------------------------------------- | ----------------------- | ----------------------- | -------------------- |
| Triebwerk                                         | Avco Lycoming O-360-A1A | Avco Lycoming O-360-A1A | Avco Lycoming IO-540 |
| Leistung                                          | 134 kW (182 PS)         | 134 kW (182 PS)         | 175 kW (238 PS)      |
| Spannweite                                        | 10 m                    | 10 m                    | 10,05 m              |
| Länge                                             | 8,09 m                  | 8,09 m                  | 7,8 m                |
| Flügelfläche                                      | 16 m²                   | 16 m²                   | 16 m²                |
| Flügelstreckung                                   | 6,3                     | 6,3                     | 6,3                  |
| Höhe                                              | 2,86 m                  | 2,86 m                  | 2,96 m               |
| Leermasse                                         | 700 kg                  | 680 kg                  | 820 kg               |
| maximale Abflugmasse                              | 1200 kg                 | 1200 kg                 | 1410 kg              |
| Höchstzulässige Belastung                         | 4,4 g / −2,2 g          | 4,4 g / −2,2 g          | 3,8 g / −1,9 g       |
| Reisegeschwindigkeit                              | 139 kn (257 km/h)       | 139 kn (257 km/h)       | 149 kn (276 km/h)    |
| Höchstzulässige Geschwindigkeit                   | 167 kn (309 km/h)       | 167 kn (309 km/h)       | 178 kn (330 km/h)    |
| Überziehgeschwindigkeit bei ausgefahrenen Klappen | 51 kn (94 km/h)         | 51 kn (94 km/h)         | 59 kn (109 km/h)     |
| Überziehgeschwindigkeit bei eingefahrenen Klappen | 59 kn (109 km/h)        | 59 kn (109 km/h)        | 70 kn (130 km/h)     |
| Tankinhalt                                        | 220 Liter               | 220 Liter               | 220 Liter            |
| Reichweite (bei 75 % Leistung)                    | 750 NM                  | 750 NM                  | 675 NM               |

## Unfälle
Am 22. Juli 2011 flog ein Pilot mit seiner Wassmer WA-40 von Périgueux in Frankreich nach Peterborough in Großbritannien. Über dem Ärmelkanal geriet er in IMC-Bedingungen und versuchte mit Hilfe des Flight Information Service wieder in VMC-Bedingungen zurückzukehren. Zeugen beobachteten den Absturz der Maschine in der Nähe von Lichfield und sagten aus, Geräusche wie bei Kunstflugmanövern gehört zu haben. Des Weiteren seien Teile des Flugzeugs wie Blätter vom Himmel gesegelt. Die Maschine wurde bei dem Aufprall völlig zerstört und der Pilot wurde getötet. Die Untersuchung des AAIB ergab, dass der Pilot vermutlich durch die IMC-Bedingungen, für die er nicht ausgebildet war, die Kontrolle über das Flugzeug verlor. Bei dem Versuch, die Maschine wieder unter Kontrolle zu bringen, wurde die bereits vorgeschädigte Struktur der Maschine überlastet und das Flugzeug brach auseinander.